# Institution Notre-Dame (Valenciennes)
L'Institution Notre-Dame (Valenciennes) comprend le lycée Notre-Dame et le collège Notre-Dame. C'est un ensemble scolaire d'enseignement libre catholique, en contrat d'association avec l’État et sous tutelle diocésaine. Il se situe à Valenciennes pour le lycée et à Saint-Saulve pour le collège. Ces deux communes limitrophes sont en France, région Les Hauts de France, département du Nord.

## Lycée Notre-Dame (Valenciennes)

### Localisation
Le Lycée Notre-Dame est un lycée général, situé en centre-ville de Valenciennes, au 15 rue des Capucins, dans une zone de forte densité scolaire : "encadré" par le Lycée Watteau et le collège Watteau, côté boulevard Watteau, et le Lycée privé catholique de La Sagesse côté centre, rue Louis Bracq et Rue de Mons. Il y a aussi une petite école maternelle publique, l’École Mathieu de Quinvigny, dans la rue du même nom, en face du Lycée Notre-Dame.
Le Lycée Notre-Dame est aussi très proche du Musée des Beaux-Arts et de la place verte où se déroule le marché hebdomadaire. Il n'est pas très éloigné non plus de la basilique Notre-Dame du Saint-Cordon, bâtiment emblématique de l'histoire de Valenciennes.

### Historique
Comme le souligne Jean-Paul Bourgeois, directeur de l'établissement de 1994 à 2004, "il serait imprudent de prétendre que l'histoire de [cette institution] a été linéaire."

#### Avant le Lycée Notre-Dame: histoire du premier collège de Valenciennes
La plus ancienne fondation est celle du Collège de Valenciennes, créé en 1502 : à la suite de la répudiation de Jeanne de France, fille de Louis XI par son mari le roi Louis XII, des clercs s'opposent à la décision du roi, dont Thomas Warnet, natif de Cambrai, qui est prié de s'éloigner. Sous l'autorité de Jean Standonck qui avait, lui aussi, été chassé par le roi, il établit un collège qui fonctionne sous la direction de la Congrégation de Montaigu créée par Jean Standonck. Ce collège prend différents noms : il est appelé tantôt  "Collège de Standonck", tantôt "Maison des Bons Enfants" ou encore "Collège de Maître Thomas". Il est situé à l'Hôtel de Beaufort, rue Montoise.
Maître Thomas décède en 1504 et ce sont des bourgeois de Valenciennes qui rachètent l'Hôtel de Beaufort et le font restaurer : il s'agit notamment de Jean Godin, Louis de La Fontaine et Jacques de Guyse. Or il existe aussi à Valenciennes une abbaye Saint-Jean-Baptiste, fondée en 662 selon la Règle de Saint-Augustin. Celle-ci est située à proximité de l'actuelle place d'Armes, aux angles des rues des Récollets, de Saint-Jean et de la Vieille poissonnerie. Vers 1550, les abbés et religieux de Saint-Jean transportent leur école sur le site du collège et les Chanoines de Notre-Dame de la Salle Le Comte, font de même, de sorte qu'il y a alors deux écoles en un même lieu : l'une de Saint-Jean et l'autre de Notre-Dame de la Salle Le Comte, mais toutes deux dirigées par un même régent. Le 26 novembre 1556, Jean Leclercq, un bourgeois de la ville achète à Baudouin de La Salle chevalier, seigneur de La Tour, une grande maison sur le terrain du cimetière de la rue Saint-Jacques, pour servir de collège. Monsieur l'abbé de Saint-Jean, dom Nicaise, prend possession de ce collège sous le titre d'écolâtre de la ville et lui donne le nom de Collège de Saint-Jean. En 1564, il s'associe à l'abbé de l'abbaye de Vicoigne et enseigne en paix et il fait fructifier le collège, jusqu'à l'arrivée des pères jésuites en 1582. Voulant lutter contre l'influence des protestants fort présents et influents dans la ville de Valenciennes, le révérend prélat de Hasnon, Dom Jacques de Froye, écrit à l'archevêque de Cambrai, Maximilien de Berghes, afin d'obtenir de l'aide des Jésuites, estimés pour leurs qualités d'éducateurs. L'archevêque acquiesce à cette demande et le 10 avril 1582, cinq pères arrivent : Eleuthère Dupont et quatre de ses confrères.
Cependant, neuf mois plus tard, ils doivent abandonner leur monastère du fait de l'arrivée de français ennemis qui tenaient déjà les villes de Cambrai et Bouchain. Le Conseil de la ville s'assemble et prend cette décision : d'une part, accorder aux jésuites une somme de 800 livres, à condition qu'ils tiennent une école qui s'emploie à l'instruction de la jeunesse, en attendant qu'on leur fournisse maisons et dépendances ; et d'autre part, écrire au roi Philippe II afin qu'il leur procure le nécessaire permettant d'accomplir leur mission. En 1589, le roi fait droit à ces réclamations. Considérant que la ville, pillée et mise à sac, ne peut procurer ce qui convient pour le fonctionnement du collège, Philippe II leur accorde, par lettre patente, les revenus nécessaires à l'entretien d'un collège de 200 élèves et de 10 maîtres pour instruire la jeunesse de Valenciennes selon 6 classes :  "des figures, de la première partie, de la syntaxe, de l'art versificatoire, de la rhétorique, de la dialectique. Et par le même commandement, le roi établit l'instruction gratuite et obligatoire, avec les moyens de contraindre les récalcitrants". C'est le 1er octobre 1591,en la fête de Saint Rémy (date d'ouverture de toutes les écoles en Belgique) que le collège ouvre ses portes
Les Jésuites ont ouvert des négociations avec les religieux de Saint-Jean en vue de la cession des bâtiments du collège qu'ils possèdent. Ceux-ci résistent un moment, ne voulant pas abandonner leur droit d’écolâtre et finissent par céder moyennant indemnisation. Le Collège de Saint-Jean cesse donc d'exister en tant que tel en 1601 pour être dirigé et conduit par les Jésuites. Les Pères jésuites agrandissent la propriété située rue Saint-Jacques, actuellement rue Ferrand-place à l'île, y construisent une église dont la première pierre est posée solennellement le 4 juin 1601. Mais déjà, depuis 1596, ils ont entamé la construction d'une bibliothèque qui est restée la bibliothèque municipale de Valenciennes. L'Escaut traverse alors leur jardin et ce sont les Jésuites qui le font recouvrir en cet endroit.
Le collège prospère. On trouve parmi les professeurs ou régents quelques noms que la mémoire conserve comme Charles Deulin.
La conquête par les armes de Louis XIV fait passer Valenciennes sous domination française mais les pères jésuites se voient confirmer leur mission et ils continuent paisiblement leur œuvre, jouissant de la même protection et des mêmes avantages que par le passé, jusqu'en 1767, date à laquelle ils sont chassés de France. Leurs biens sont saisis et vendus pour éponger leurs dettes. Le Conseil de Valenciennes tente de les retenir en faisant valoir leurs droits de fondateurs, mais rien n'y fait. Un bureau d'administration, présidé par Jean Debaune de Guise[Qui ?], évêque d'Arras, est chargé de mettre en place la nouvelle structure d'animation du Collège. L'abbé Deleghe, chanoine de Saint-Géry est nommé principal et au cours de la même séance, on désigne tous les régents, tous prêtres. Le Collège est placé sous la tutelle du Parlement de Flandres et l’université de Douai est chargée de lui donner son règlement de discipline.
Après 1782, les archives consultées n'offrent plus de documents sur les dernières années du Collège. On sait que ses professeurs sont dispersés ou émigrent ; ses biens sont pris et vendus ; et ses bâtiments servent de magasins au fourrage. La ville de Valenciennes reste sans instruction pendant plusieurs années. Le Collège est d'ailleurs voué à la destruction mais le 19 germinal de l'an VI, M. Jacques-Louis-Joseph Lecaze, renonçant aux fonctions de notaire qu'il exerce à Valenciennes, demande à la municipalité et obtient le droit d'établir dans le Collège une institution privée. M. Lecaze est un ancien élève du Collège d'Harcourt. Il montre dans ses nouvelles fonctions un dévouement et une habileté  couronnés de succès, et ses disciples deviennent pour la plupart des hommes distingués.

#### Après la Révolution Française: naissance du Collège Notre-Dame de Valenciennes
En 1810, Napoléon institue sous le nom d'Université de France, un corps enseignant unique. Seuls avaient pu y échapper, depuis 1833, les écoles primaires et quelques rares collèges chrétiens, dits de plein exercice, qui avaient difficilement conquis leur liberté. L'enseignement public est donc organisé. À Valenciennes, un collège public est créé et installé dans les bâtiments laissés libres par leurs anciens occupants chassés, c'est-à-dire dans l'ancien collège des Jésuites, rue Ferrand, où il reste jusqu'en 1910 après qu'il eut pris le nom de Lycée Henri Wallon.
Depuis la Révolution de 1848, le vent a changé. Il y a à la Chambre des députés et dans l’Église de France quelques ténors comme Charles de Montalembert et Félix Dupanloup qui sont devenus maîtres dans l'art de défendre la liberté. Aidé par le talent de ces deux hommes, le comte de Falloux, ministre de l'instruction publique, présente aux députés un projet de loi modérée proclamant la liberté de l'enseignement sous réserve de la collation des grades universitaires et de l'inspection des établissements scolaires que l’État tenait à se réserver. La Loi Falloux votée le 15 mars 1850 autorise la réouverture d'écoles privées confessionnelles. Comme il arrive souvent, les extrêmes de la droite et de la gauche se retrouvent pour protester violemment : les uns avec Louis Veuillot trouvent la liberté proposée insuffisante, les autres avec Victor Hugo estiment que la France va « être livrée aux Jésuites ». Dès le 29 mars 1850, le cardinal Giraud archevêque de Cambrai depuis 1840, vivement préoccupé par la brûlante question de l’Enseignement, demande à M. l 'abbé Serein-Cèlerin Neuwe, curé de Radinghem, de créer un collège catholique dont il serait le supérieur, renouant par là avec la pratique volontariste et historique de l’Église diocésaine d'apporter ses efforts et son savoir-faire à l’éducation des jeunes du valenciennois. Le 30 mars, donc quinze jours après la promulgation de la Loi Falloux, un prospectus signé des abbés Neuwe et Lasne, et visé par le recteur de l'Académie, à Douai, annonce l'ouverture à Valenciennes, pour le 9 octobre, du Collège Notre-Dame. Il spécifie cependant que dès le 22 avril 1850, "la porte en serait fortement entre baillée dans les petites classes". Le 22 avril, donc, les abbés Neuwe, Lasne et Desilve accueillent dans une maison située 9 place Verte, leurs cinq premiers élèves, "consciencieusement vêtus de la redingote et de la casquette réglementaires, munis de douze chemises, de six bonnets de nuit, de tout ce qui est nécessaire pour lire, écrire et compter, sans oublier l'indispensable parapluie individuel prévu au trousseau".
Le nouveau collège est placé sous la protection de Notre-Dame du Saint-Cordon mais très vite, il n'est plus désigné que sous le nom de Collège Notre-Dame.
L'abbé Serein-Célerin Neuwe n'a pas 40 ans lorsqu'il reçoit la direction d'une maison qui n'existe pas encore. Il a précédemment enseigné pendant cinq ans au petit séminaire et il a ensuite été curé de Radinghem, petite paroisse rurale, à la taille de sa santé fragile. Il y a laissé un excellente réputation comme le curé d'Ars, tant à cause de sa manière très directe de parler à ses paroissiens que pour l'attention qu'il manifestait à chacun d'entre eux, et la profondeur de sa vie spirituelle. Il répond généreusement à l'appel de son évêque. Le 29 mars 1850, sur son lit de mort, le cardinal Giraud lui dit : "je vous bénis, de toute l'effusion de mon cœur ; je bénis aussi l'établissement que vous allez fonder et tous les enfants qui le fréquenteront."
Au début, l'établissement est installé dans l'ancien hôtel des pompiers municipaux, place Verte, qui avait aussi servi de fabrique de sucre, (la première du Nord : Charpentier Frères). Dès 1853, l'importance des effectifs oblige le collège Notre-Dame à rechercher de nouveaux bâtiments. On trouve dans le même quartier, une propriété spacieuse, qui a été occupée avant la Révolution par les Capucins. Plusieurs maisons adjacentes qui faisaient partie autrefois du couvent, sont devenues des propriétés particulières, mais, par une heureuse coïncidence, elles sont toutes en vente en même temps. Les maisons contiguës sont achetées le même jour. Il y a entre autres la maison sise au 15 rue des Capucins.
En août 1856, l'abbé Serein-Cèlerin Neuwe démissionne à cause de sa santé défaillante.
La construction des bâtiments du collège se fait de 1853 à 1866. La chapelle, conçue par l'architecte Louis Dutouquet, est inaugurée en 1857.
L'association des anciens élèves voit le jour en 1868 avec comme premier président le comte Charles Thellier de Poncheville.

#### Le Collège Notre-Dame durant la Grande Guerre
Dès 1913, l'autorité diocésaine met l’Institution Notre-Dame à la disposition du Comité de la Société de secours aux blessés militaires : on y établit une ambulance de 100 lits
5 professeurs et 76 élèves sont morts pendant la première guerre mondiale. Leurs noms sont gravés sur un mur du monument aux morts de la ville de Valenciennes qui se trouve boulevard Carpeaux, face au jardin de la Rhonelle.
Un document reprend des éléments biographiques et des échanges de courriers concernant des enseignants et des élèves tombés au champ d'honneur.
Parmi les enseignants décédés durant l'occupation de Valenciennes, on trouve une figure célèbre : l'abbé Augustin Delbecque (1868-1914), fusillé par les allemands au retour de Dunkerque où il s'était rendu pour récupérer des renseignements relatifs aux hommes mobilisables et restés à Valenciennes. Une rue porte son nom dans plusieurs communes du valenciennois : Valenciennes et Maing, et aussi Estreux.

#### Le Collège Notre-Dame durant la Deuxième guerre mondiale
Pendant l'occupation de Valenciennes par les allemands, ceux-ci installent une salle de cartes dans le collège.
On dénombre 18 victimes parmi les anciens élèves.

#### Du Collège Notre-Dame au Lycée Notre-Dame et à l'Institution Notre-Dame
À la suite de la loi Debré du 31 décembre 1959, établissant de nouveaux rapports entre l’État et les établissements d'enseignement privé, le Collège Notre-Dame devient établissement sous contrat d'association : contrat simple pour le primaire (les salaires des enseignants sont pris en charge par l’État) et paiement d'un forfait d'externat pour le secondaire.
La période de 1967 à 1988 est marquée par la personnalité de l'abbé Ghislain Mathieu, resté directeur pendant 21 ans et dernier prêtre à la tête de l'Institution, période durant laquelle l'établissement connaît beaucoup de transformations. C'est durant cette période qu'on passe de l'appellation "Collège Notre-Dame" à l'appellation actuelle "Institution Notre-Dame". C'est pendant le supériorat de l'abbé Mathieu que se fait la fusion avec l'Institution Jeanne d'Arc, un autre établissement scolaire privé catholique de Valenciennes, situé rue de Beaumont-rue des Incas, dans l'ancien hôtel de Beaumont, haut-lieu de l'histoire de Valenciennes, et dirigé par les Dames de Saint-Maur en 1969-1970. À ce moment-là commence la mixité.
En 1973, un autre événement bouleverse le visage de l'enseignement catholique valenciennois : un incendie détruit les bâtiments de l'Institution Notre-Dame de La Garde à Saint-Saulve (commune limitrophe), dirigée par les Sœurs Ursulines. À la suite d'un grand mouvement de solidarité entre les différents établissements catholiques, le premier cycle secondaire de l'Institution Notre-Dame de la Garde fusionne avec celui de l'Institution Notre-Dame et un CES est construit sur le terrain des Ursulines, en 1974, inauguré par Monseigneur Jenny, archevêque du diocèse de Cambrai.
L'introduction de l'enseignement du russe, grâce à M. Dominique Delvallée, se fait en 1977.
En 1981, les Dames de Saint-Maur abandonnent leur maison valenciennoise : des aménagements sont entrepris pour rapatrier les élèves de l'Institution Jeanne d'Arc sur le site de la rue des Capucins.
C'est aussi durant la direction de l'abbé Mathieu que le ministère de l’Éducation Nationale demande la séparation entre écoles, collèges et lycées. À partir de 1982, l'école primaire Jean XXIII et l'école Saint-Michel des Dames de Saint-Maur, qui ont fusionné en un seul établissement appelé École Notre-Dame, ont leur gestion propre tout en gardant des liens avec l'Institution Notre-Dame. Le CES Notre-Dame devient Collège Notre-Dame et reste dans l'Institution Notre-Dame tout en étant sur la commune de Saint-Saulve. Tout le second cycle est désormais réuni en un seul lieu et prend le nom de Lycée Notre-Dame.

#### La maison du 15 rue des Capucins
Elle fut construite par les Princes de Chimay qui se dotèrent ainsi d'un hôtel particulier dans l'une des deux capitales du Hainaut (l'autre étant Mons). La façade en pierre blonde porte à son fronton les armes de la maison de Croÿ-Chimay. Elle appartient ensuite aux familles d'Espiennes, seigneurs de Jenlain, Grimonprez puis Harpignies. Le peintre valenciennois Henri Joseph Harpignies y est né. Elle abrite aujourd'hui notamment le bureau du directeur, le secrétariat et la salle des conseils dite "salle Fénelon" au rez-de-chaussée, et le CDI (Centre de Documentation et d'Information) , le BDI et la comptabilité au premier étage. Au rez-de-chaussée, les murs peints sont restés en l'état, tels que le peintre a pu les connaître durant son enfance.

#### La chapelle
La chapelle a été inaugurée en 1857, construite par l'architecte Louis Dutouquet, connu dans Valenciennes et sa région pour plusieurs réalisations telles qu'églises, chapelles, oratoires, calvaires, hospice, presbytères, sucrerie, mairie, etc. Cette chapelle est élevée sur le terrain de l'ancienne chapelle du couvent des Capucins. Le nom donné à la rue qui se trouve derrière vient de là : rue Capelle qui, jusqu'en 1796, allait seulement jusqu'à la porte dudit sanctuaire.
La chapelle est construite en sens inverse de celle des Capucins. Les bras du transept sont ajoutés plus tard.
Les statues de Sainte Jeanne d'Arc et de St Michel évoquent un pan de l'histoire de l'Institution Notre-Dame : Sainte Jeanne d'Arc en référence à l'Institution Jeanne d'Arc (cf. "Du Collège au Lycée Notre-Dame...") et Saint-Michel en référence à l’École Saint-Michel, toutes deux tenues par les Dames de Saint-Maur.
En 2016/2017, elle a connu une grande rénovation. À cette occasion, à l'initiative du chef d'établissement, une croix, œuvre de l'artiste Stéphane Chambry en 2012, a été ajoutée dans le fond du chœur.

#### La cloche fondue par Claude Perdry
Une des cloches de l'atelier de fonderie des Perdry créées en 1732 pour le béguinage de Valenciennes, est conservée actuellement au Lycée Notre-Dame.

##### Le tableau d'Alphonse Chigot
Un tableau du peintre Alphonse Chigot est exposé dans le hall d'accueil du lycée (détails : article en construction).

### Le Lycée Notre-Dame aujourd'hui

#### Structure
Depuis 1988, la direction est assurée par un laïc, nommé par l'archevêque du diocèse de Cambrai, sur proposition du directeur diocésain de l'enseignement catholique.
L'équipe de direction est composée du directeur du lycée, qui assure aussi la fonction de coordinateur de l'Institution, des trois coordinateurs de niveaux, du conseiller principal d'éducation (CPE), du responsable comptable et financier et d'un cadre administratif.

#### Formations proposées
L'établissement propose:
- Depuis la rentrée 2019 (mise en place de la Réforme des lycées et du baccalauréat), l'établissement proposera ces 10 spécialités : arts, histoire-géographie-géopolitique-sciences politiques, humanités-littérature-philosophie, langues-littérature étrangère-cultures étrangères, mathématiques, numérique et sciences informatiques, physique-chimie, sciences de la vie et de la terre, sciences de l'ingénieur, sciences économiques et sociales. A la rentrée 2020, une nouvelle spécialité est proposée : AMC (Anglais monde contemporain).
- l'enseignement des langues : allemand, anglais, espagnol, russe et latin.
- l'accompagnement personnalisé à l'orientation, avec un espace spécial (BDI[19]) et des heures consacrées à l'orientation dans l'emploi du temps des élèves, avec leur professeur principal, pour chaque niveau.

#### Autres activités
Plusieurs clubs fonctionnent sur la base du volontariat, soit en autonomie, soit avec l'encadrement d'un enseignant, d'un surveillant ou d'un animateur : arts plastiques, culture japonaise, japanimation, Otaku, journal des lycéens (L'Express'if : parution trimestrielle), cinéma, musique, jeu d'échecs, jeu de bridge, Rubik's cube, danse, stratégie, association sportive,Unicef, théâtre d'improvisation. La plupart des clubs ont leurs activités durant la pause méridienne (sauf le ciné-club et les activités de l'association sportive). Les élèves du club "jeu d'échecs" vont aussi animer un club chez des petits, à l'école Sainte Marie.
A la rentrée 2018, le Lycée propose un nouveau club : théâtre d'improvisation.
L'association sportive du lycée propose plusieurs activités et compétitions dans le cadre de l'Ugsel.
En lien avec l'Ugsel, la CPE propose des formations aux premiers secours : PSC1.
Il est possible de préparer le brevet d'initiation aéronautique au sein du lycée.
Actions de solidarité et de développement durable : collecte des bouchons, cannettes et couvercles métalliques avec l'association "Les bouchons du Hainaut" de Condé-sur-L'Escaut.Collecte du papier et du carton avec l'entreprise "Elise" (Entreprise locale d’initiative au service de l’environnement). Collecte des piles usagées avec l'entreprise "Screlec". Collecte des cartouches d'encre d'imprimantes avec l'association "Enfance et partage". Collecte des instruments d'écriture usagés avec l'entreprise "Terracycle". Collecte des verres de lunettes et montures avec l’association "Médico" pour l'Afrique. Club Unicef depuis la rentrée 2017.

#### Travaux de rénovation
Outre les travaux de la chapelle, le lycée a connu plusieurs phases de travaux, notamment :
- la pose de vitraux[25] réalisés par l'artiste vitrailliste Marie Payen[26] en 2017/2018 (voir photo).
- des travaux d'ADAP avec notamment la construction de deux ascenseurs en 2017/2018.
- la rénovation des façades en 2017/2018.
- projet abandonné : une extension de la salle de restauration et de l'étage au-dessus.

### Anciens élèves qui se sont distingués
Parmi les anciens du lycée, on compte des hommes politiques, des artistes, des journalistes, des avocats, des écrivains, des sportifs, des personnalités du monde de la télévision, etc. :
Les plus anciens, par ordre chronologique :
- Antoine Watteau, peintre (1684-1721)
- Charles Thellier de Poncheville, homme politique (1842-1915)
- Charles Nungesser, aviateur (1892-1927)[17]
- Jean Mineur, pionnier de la publicité et du cinéma publicitaire (1902-1985)
- Jean Lefebvre, acteur (1919-2004)
- Henri Platelle, historien (1921-2011)
- Le général Guy Marie Joseph Bonduelle, militaire le plus étoilé de France (1929-2006)

Et aussi, aux XXe et XXIe siècles, par ordre alphabétique :
- Philippe Basquin, journaliste à France 3[27]
- Paul Charruau, footballeur
- Charles-Henri Dolet, communicant et écrivain
- Sonia Dubois-Parent, journaliste chroniqueuse et actrice
- Éric Dupond-Moretti, avocat puis ministre de la justice (Garde des Sceaux) à partir de juillet 2020.
- Yves Garbez, enseignant et chanteur chrétien, auteur-compositeur, qui accompagne la chorale Les P'tits Bonheurs depuis 2013.
- Francis Gillot, footballeur puis entraineur
- Pierre Griner, maire de Quiévrechain[28]
- Louis Guilleminot, dont la thèse a été publiée[29].
- Hélène Mannarino, journaliste et animatrice de télévision et de radio[30] ;
- Pierre Richard, acteur, réalisateur et scénariste.
- Dominique Riquet, homme politique.
- Christian Sulmon, directeur de 2004 à 2021.
- Emeline Wuilbercq, journaliste indépendante et écrivaine[31].

### Professeurs renommés
(cités ici dans l'ordre chronologique)
- Alphonse Chigot (1824-1917), peintre et professeur d'art au Collège Notre-Dame entre 1860 et 1910.
- Charles Deulin[7] (1827-1877)
- Augustin Delbecque[11],[12] (1868-1924)
- Léon Fauquet, champion olympique
- Guy Guillon
- Xavier Bris (1944-2018), vicaire général du diocèse de Cambrai de 2009 à 2018
- Dominique Delvallée, qui a créé la section russe dans le lycée et qui dirige la compagnie théâtrale "Anton Tchekhov" qu'il a fondée, a été promu au grade de Sociétaire de la Société des Auteurs et Compositeurs Dramatiques, en 2020.
- Hervé Bardzinski, claviériste de l'Ensemble Marcel & Hervé Bardzinski puis du groupe H.D.N.[32]

### Liste des directeurs
- Les abbés Neuwe, Deroubaux, Lasne, Joleaud, Delplanque, Sapelier, Bataille, Petitprez, Liegre, Lendrand, Leclercq, Defossez (de 1961 à 1967) et Mathieu (de 1967 à 1988)[13]
- Messieurs Pipart (de 1988 à 1994), Jean-Paul Bourgeois (de 1994 à 2004), Christian Sulmon (de 2004 à 2021)[13], Samuel Quéant (directeur actuel).

## Collège Notre-Dame (Saint-Saulve) Article en cours d'écriture

### Localisation
Le Collège Notre-Dame est un collège d'enseignement secondaire situé 4, place du 8 mai 1945, soit en plein centre de Saint-Saulve, commune limitrophe avec celle de Valenciennes. Il est sur le même terrain que l'école primaire libre Saint-Joseph et l'EHPAD "Maison Mérici".

### Historique
Au point de départ, il y a une abbaye bénédictine du Xe siècle, en l'honneur de Saint Sauve (ou Saulve) d'Angoulême. En 1790, elle est supprimée et devient Bien national.
En 1845, la communauté des sœurs Ursulines de l'Union romaine de Valenciennes vient s'installer sur le terrain de l'ancienne abbaye à Saint-Saulve.Le clergé local leur demande de s'occuper de l'instruction des enfants pauvres. Une école catholique avec pensionnat est construite en 1901 ; elle ouvre en 1902.
En 1904, à la suite de la loi Combes, les religieuses sont expulsées en Belgique.
En 1911, c'est le petit et le grand séminaires du diocèse de Cambrai qui s’installent sur les lieux où était le couvent des Ursulines.
Durant la Première guerre mondiale, l'école est occupée par les Allemands, dans une aile et par des réfugiés dans une autre. Durant la Seconde guerre mondiale, elle est occupée par les Français.
C'est en 1924 que les religieuses réintègrent l'école et le pensionnat.
En 1933, les religieuses étant beaucoup plus nombreuses, des classes d'enseignement secondaire sont ouvertes: institution Notre-Dame de la Garde. Et en 1937, les sœurs reprennent la direction de l'école primaire Saint-Joseph, qui était assurée par des laïcs depuis leur expulsion. Et elles créent aussi un centre d'apprentissage agricole et ménager en 1938.
En 1966, l'école Saint-Joseph et l'Institution Notre-Dame de la Garde fusionnent.
Le 8 février 1973, presque tout l'ensemble des bâtiments de l’Institution Notre-Dame de la Garde est détruit dans un incendie accidentel. Un CES est construit en 1974, qui fusionnera avec l'Institution Notre-Dame de Valenciennes. Désormais, il y a un seul collège qui prend le nom de collège Notre-Dame,.

### Le Collège Notre-Dame aujourd'hui

#### Structure du collège
Cycle d'adaptation : 8 classes de 6e. Langue vivante 1 : anglais.
Cycle central : 9 classes de 5e. langue vivante 1 : anglais. 8 classes de 4e générale.
Cycle d'orientation : 8 classes de 3e générale.
Dispositif Ulis (Unité localisée pour l'inclusion en milieu scolaire des enfants avec un handicap). sur l'ensemble des niveaux.
Section bilangue allemand / anglais, à partir de la 6e.
Langues vivantes 2 à partir de la 5e : espagnol et allemand.
Langue ancienne facultative : latin, à partir de la 5e.

#### Activités périscolaires
Association sportive. Clubs japonais, jeux de stratégie et chorale.
Actions de solidarité et de développement durable : collecte de bouchons avec l'association "Les bouchons du Hainaut". Collecte des cartouches d'encre d'imprimante vides avec l'association "Enfance et partage". Collecte des instruments d'écritures usagés avec l'entreprise "Terracycle".